# وادیف
وادیف (به لاتین: Vadif) یک منطقهٔ مسکونی در تاجیکستان است که در ولایت سغد واقع شده‌است.